# Verušice
Verušice (německy Groß Werscheditz) jsou částí města Žlutice v okrese Karlovy Vary v Karlovarském kraji. Nachází se asi dva kilometry severozápadně od Žlutic. Součástí Verušic je také zaniklá osada a nynější chatová oblast Dolánka ležící asi kilometr jižně od jádra vesnice. Verušice jsou také název katastrálního území o rozloze 5,12 km².

## Název
Název vesnice je odvozen ze jména Veruš ve významu ves lidí Verušových. V historických pramenech se jméno vesnice vyskytuje ve tvarech: de Werussycz (1400), wsi Werušic (1454), Werossicze (1542), Weroschicz (1568), Werussycze (1578), ve vsi Werussyczych (1651), Werussycze (1654), Grosz Werschetitz nebo Werussicze (1785) a Verušice velké nebo Groß-Werscheditz (1854).

## Historie
Pravěké osídlení okolní krajiny dokládá nález několika keramických střepů z lokality s pomístním názvem U Kostela datovaných do doby halštatské.
První písemná zmínka o vesnici pochází z roku 1400.
2. října 2020 Verušice navštívil plzeňský biskup Tomáš Holub, zasvětil obnovovanou návesní kapli svatým Andělům strážným a zasadil na návsi lípu.

## Obyvatelstvo
Při sčítání lidu v roce 1921 zde žilo 149 obyvatel (z toho 68 mužů) německé národnosti a římskokatolického vyznání. Podle sčítání lidu z roku 1930 měla vesnice 135 obyvatel německé národnosti, kteří se kromě jednoho evangelíka hlásili k římskokatolické církvi. V roce 2011 zde trvale žilo 31 obyvatel.
| Rok            | 1869 | 1880 | 1890 | 1900 | 1910 | 1921 | 1930 | 1950 | 1961 | 1970 | 1980 | 1991 | 2001 | 2011 | 2021 |
| -------------- | ---- | ---- | ---- | ---- | ---- | ---- | ---- | ---- | ---- | ---- | ---- | ---- | ---- | ---- | ---- |
| Počet obyvatel | 191  | 201  | 175  | 169  | 183  | 199  | 173  | 100  | 78   | 67   | 59   | 47   | 34   | 31   | 32   |
| Počet domů     | 37   | 37   | 36   | 35   | 34   | 33   | 34   | 22   | 22   | 13   | 13   | 12   | 12   | 15   | 12   |

## Obecní správa
Při sčítání lidu v letech 1869–1930 Verušice byly samostatnou obcí v okrese Žlutice. Od roku 1950 je částí města Žlutice, se kterým patřil nejprve do okresu Toužim, ale od roku 1960 v okrese Karlovy Vary.

## Pamětihodnosti
- Sousoší Nejsvětější Trojice na návsi[14]
- Kaple svatých Andělů strážných na návsi[15][16]
- Kaple svatého Jakuba Většího jižně při cestě na Dolánku[17]
- Kaple severně při silnici do Žlutic[18]